# Carpatolechia
Carpatolechia é um gênero de traça pertencente à família Agonoxenidae.